# Collegio Berberian
La Scuola Berberian o Berberian Varjaran (armeno: Պէրպէրեան վարժարան) era una scuola armena di Costantinopoli.  Fu fondata a Scutari, quartiere orientale della capitale ottomana nel 1876 dal noto pedagogista armeno Retheos Berberian. Questa scuola era famosa per i suoi standard elevati e per la caratteristica unica di preparare i suoi studenti all'ingresso diretto nelle migliori università europee.
Il motto della Scuola Berberian era "Tutto quello che è vero, nobile, giusto, puro, amabile, onorato, quello che è virtù e merita lode, tutto questo sia oggetto dei vostri pensieri". Il curriculum e la metodologia della scuola, scritto e plasmato da Berberian se stesso, aveva lo scopo di impartire valori morali e spirituali specifici della società armena-ottomana progressista. L'elenco delle discipline impartite fu successivamente ampliato per includere le lingue straniere e le scienze sociali.
La scuola fu chiusa tra il 1914 e il 1918 a causa della prima guerra mondiale e del genocidio armeno.
Nel 1924 la scuola si trasferì al Cairo, dove fu chiusa definitivamente nel 1934 per motivi finanziari.

## Direttori
- Retheos Berberian (1876-1907)
- Petros Karapetian (1907-1909)
- Onnik Berberian (1909-1911)
- Shahan Berberian (1911-1922)